# Exército Popular Búlgaro
O Exército Popular Búlgaro (em búlgaro:  Българска народна армия, БНА, BNA) foi o exército da República Popular da Bulgária. Compreendia as Forças Terrestres Búlgaras, Força e Defesa Aérea, Marinha e armas de apoio. A Bulgária foi um dos signatários do Pacto de Varsóvia. Juntamente com tropas de outros países do Pacto de Varsóvia, o BNA participou na Invasão da Checoslováquia pelo Pacto de Varsóvia em 1968. Porém, fora isso, o BNA não assistiu a nenhum combate durante a sua existência. O Exército Popular Búlgaro foi dissolvido juntamente com a República Popular da Bulgária em 1990 e foi sucedido pelas Forças Armadas Búlgaras.

## História

### Primeiros anos e atividades durante os anos 1950
A Frente Pátria Búlgara, pró-soviética, assumiu o poder em 9 de setembro de 1944, após um golpe de estado.  Após a proclamação da República Popular da Bulgária em 1946, a celebração do feriado militar de 6 de maio foi interrompida, sendo a data de 23 de setembro designada como o Dia do Exército Popular Búlgaro. O seu significado reside no facto de ser o dia da encenação da Revolta de Setembro de 1923. Em, primeiro desfile militar do Exército Popular realizado por ocasião do aniversário do golpe.   O novo feriado foi reorganizado no modelo soviético com a participação direta de oficiais soviéticos, equipados com armas e equipamentos soviéticos. As posições de liderança foram ocupadas por oficiais soviéticos de origem búlgara, e grande parte do estado-maior de comando foi treinado na União Soviética. No outono de 1949, a liderança do BCP enviou um pedido para enviar um oficial soviético para o cargo de Chefe do Estado-Maior General, mas foi recusado pelo governo soviético.  Em 1952, foi oficialmente denominado Exército Popular Búlgaro. Aconselhou a Coreia do Norte na Guerra da Coreia e prestou assistência médica às tropas da Coreia do Norte. 

### Invasão da Tchecoslováquia
Aderiu ao Pacto de Varsóvia em 14 de maio de 1955 e as atividades da aliança incluem a Invasão da Tchecoslováquia pelo Pacto de Varsóvia.   Já em Maio de 1968, a Direção Política Principal do BNA lançou uma campanha de propaganda para explicar ao exército os acontecimentos na Checoslováquia. O treinamento militar imediato começou no início de julho e, no final do mesmo mês, estava sendo realizado na Bulgária, sob o controle de oficiais soviéticos. Duas unidades designadas (o 12º Regimento de Rifles Motorizados e o 22º Regimento de Artilharia, liderados pelo Coronel Alexander Genchev e pelo Coronel Ivan Chavdarov respectivamente)  foram então transferidas para o território soviético, onde passaram sob o comando soviético. Os preparativos militares e ideológicos terminaram no dia 20 de agosto, quando o Conselho de Ministros decidiu que o país deveria participar na intervenção na Checoslováquia. 
As unidades foram enviadas para Ivano-Frankivsk e lá permaneceram até o início da invasão. Em 20 de agosto de 1968, os regimentos receberam uma ordem de combate assinada pelo Ministro da Defesa Popular, Dobri Dzhurov, e pelo Chefe do Estado-Maior General, Atanas Semerdzhiev. Naquele dia, às 06h00, o 22º Regimento de Rifles Motorizados (como parte da 7ª Divisão Aerotransportada de Guardas soviética) recebeu ordem de entrar na Tchecoslováquia e capturar os aeroportos de Praga e Vodochody. Entre as outras tarefas está encontrar todos os cidadãos búlgaros que residem temporariamente no país e retirá-los. Em 13 de setembro, o ministro da Defesa da Checoslováquia, Martin Dzúr, emitiu uma nota oral exigindo a retirada da presença militar búlgara. Durou até 22 de outubro de 1968, depois de um acordo bilateral entre a Checoslováquia e a URSS ter sido concluído seis dias antes. Em 23 de outubro de 1968, o contingente búlgaro que invadiu o país retirou-se da Checoslováquia.

### Assistência aos aliados soviéticos
O BNA aconselhou os vietcongues durante a Guerra do Vietnã. Durante as décadas de 1950, 60 e 70, o BNA ajudou a Argélia, o Iêmen do Sul, a Líbia, o Iraque, a Nicarágua, o Egito e a Síria. No Vietnã, a Bulgária comprometeu-se a enviar suprimentos militares gratuitos ao Vietname do Norte num acordo bilateral assinado em 1972. 

### Anos posteriores e queda do comunismo
Em fevereiro de 1958, foi aprovada a Lei do Serviço Militar Geral, segundo a qual a duração do recrutamento no Exército, Força Aérea e Defesa Aérea era de dois anos e na Marinha era de três. Ainda em 1958, foi criada a Comissão Desportiva dos Exércitos Amigos, da qual o BNA passou a membro.
Em 1974, Polina Nedyalkova (Полина Недялкова) do BNA tornou-se a primeira mulher general na história da Bulgária. 

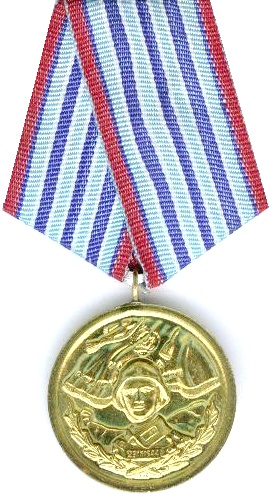
Medalha pelos Dez Anos de Serviços no BNA

## Estrutura
A política de defesa do país era gerida pelo Ministério da Defesa Popular (Министерство на Народната Отбрана (МНО), chefiado por um oficial profissional como um General do Exército ou um Coronel General), sob a supervisão direta do Partido Comunista Búlgaro, cujo líder era comandante-chefe geral do Exército Popular. O BNA estava organizado nos seguintes ramos de serviço:
- Forças Terrestres (Сухопътни войски (СВ), incluindo as tropas de mísseis e artilharia (Ракетни Войски и Артилерия (РВА))). Havia três quartéis-generais do exército, amalgamados com três distritos do exército em tempos de paz. Eles estavam subordinados ao Comando das Forças Terrestres. Em caso de guerra, o LFC deveria se transformar em um comando de frente e manter o comando dos três exércitos de campanha, bem como do 10º Corpo de Aviação Composto e outros meios de aviação. Os três distritos do exército deveriam se separar dos comandos do exército de campo, ficar sob o comando do Estado-Maior do BPA e assumir as funções de guarnição nas áreas de retaguarda dos exércitos e fornecer pessoal substituto de campo para as unidades da linha de frente. As brigadas de tanques em tempos de paz, as divisões de rifles motorizados e os regimentos separados de rifles motorizados tinham, cada um, um quadro correspondente de "segundo complemento" ( втори комплект ). Após a mobilização, as formações em tempo de paz deveriam ser desdobradas para posições avançadas sob os exércitos de campanha e seus segundos complementos deveriam ser ativados sob os distritos militares. As principais formações de combate dos três exércitos em tempos de paz consistiam em cinco brigadas de tanques e oito divisões de rifles motorizados, conforme relatado por Lewis em 1981-82, [12] e inalterado pelo IISS em meados de 1986. O IISS também informou que as Forças Terrestres incluíam três brigadas de mísseis superfície-superfície, quatro regimentos de artilharia, três regimentos de artilharia AA, dois regimentos SAM e um regimento de pára-quedas em meados de 1986. [13]
- Forças Aéreas e Defesa Aérea (Военновъздушни Сили и Противовъздушна Отбрана (ВВС и ПВО))
- Frota Militar (Военноморски флот (ВМФ), o nome seguiu a convenção de nomenclatura soviética. Em 1990, o nome do serviço mudou para Marinha (Военноморски сили (ВМС)))

Vários outros ramos eram controlados diretamente pelo Ministério da Defesa Popular:
- Serviço de Defesa Civil (Гражданска Защита (ГЗ))
- Tropas de Construção (Строителни Войски (СВ), denominadas Tropas Trabalhistas (Трудови войски (ТВ)) no período 1940-46), subordinadas diretamente ao Ministério da Defesa Popular.

As tropas do Ministério do Interior incluíram:
- Tropas de Fronteira (Гранични Войски (ГВ), subordinadas ao Ministério da Defesa Popular no período 1962-72)
- Tropas do Interior (Вътрешни войски (ВВ), subordinadas ao Ministério do Interior, dissolvidas na década de 1960, restabelecidas no início da década de 1980 em conexão com o Processo de Renascimento e os ataques terroristas da década de 1980)
- Milícia Popular - a força policial da Era Socialista, principal braço do Ministério do Interior.

Outros ministérios do governo também mantiveram tropas desinformadas:
- Tropas da Comissão de Correios e Telecomunicações (Войски на Комитета по Пощи и Далекосъобщения (ВКПД)) - as tropas de comunicações do governo, sob disciplina militar, fora da jurisdição do Ministério da Defesa Popular. As tropas foram encarregadas da construção e manutenção de infra-estruturas de comunicações civis, e não de comunicações governamentais. Não relacionado às Tropas de Sinais do BPA. O Comitê é um ministério dentro do governo.
- Tropas do Ministério dos Transportes (Войски на Министерство на Транспорта (ВМТ)) - brigadas de construção ferroviária subordinadas ao Ministério dos Transportes, sob disciplina militar, fora da jurisdição do Ministério da Defesa Popular. Durante a guerra, os TMT também foram encarregados de operar linhas ferroviárias para a FEBA. Não relacionado às unidades de transporte do BPA.

O efetivo do BNA na altura em que a República Popular foi dissolvida atingia 120.000 homens, a maioria recrutados. A força combinada do Exército, Marinha, Força Aérea, Forças de Defesa Aérea, Forças de Mísseis, mais a força da Milícia Popular e das Tropas de Fronteira atingiu 150.000 em 1988.  A força combinada de todas as forças era de 325.000 em 1989. 

## Educação
As instituições de ensino do Exército Popular Búlgaro existiram durante a sua atividade:
- Academia Militar "Georgi Sava Rakovski" (Sófia)
- Escola Superior de Armas Combinadas do Povo "Vasil Levski" (Veliko Tarnovo)
- Escola de Oficiais da Reserva "Hristo Botev" (Pleven)
- Escola Superior da Força Aérea Popular "Georgi Benkovski" (Dolna Mitropoliya)
- Escola de Artilharia Popular e Forças de Defesa Aérea "Georgi Dimitrov" (Shumen)
- Escola Naval Superior Popular "Nikola Vaptsarov" (Varna)
- Escola Militar Superior Popular de Construção "General Blagoi Ivanov" (Sófia) [15] [16]

## Equipamento
O equipamento do BNA era maioritariamente fornecido pela União Soviética. Alguns desses equipamentos eram 500 aeronaves de combate, 3.000 tanques (principalmente T-55), 2.000 veículos blindados, 2.500 sistemas de artilharia, 33 navios da marinha, 67 mísseis Scud e 24 lançadores de foguetes SS-23. 